# Mariano Bíttolo
Mariano Bíttolo (Morón, Buenos Aires; 24 de abril de 1990) es un futbolista argentino. Juega de lateral izquierdoy su equipo actual es el Deportivo Morón de la Primera Nacional, segunda división del fútbol argentino.

## Estadísticas
- Actualizado el 27 de febrero de 2020.

| Equipo                      | Div.                | Temporada           | Liga     | Liga  | Liga   | Copa Nacional | Copa Nacional | Copa Nacional | Copa Internacional | Copa Internacional | Copa Internacional | Total    | Total | Total  |
| Equipo                      | Div.                | Temporada           | Partidos | Goles | Asist. | Partidos      | Goles         | Asist.        | Partidos           | Goles              | Asist.             | Partidos | Goles | Asist. |
| --------------------------- | ------------------- | ------------------- | -------- | ----- | ------ | ------------- | ------------- | ------------- | ------------------ | ------------------ | ------------------ | -------- | ----- | ------ |
| Vélez Sarsfield Argentina   | 1ª                  | 2008/09             | 0        | 0     | 0      | -             | -             | -             | -                  | -                  | -                  | 0        | 0     | 0      |
| Vélez Sarsfield Argentina   | 1ª                  | 2009/10             | 4        | 0     | 0      | -             | -             | -             | -                  | -                  | -                  | 4        | 0     | 0      |
| Vélez Sarsfield Argentina   | 1ª                  | 2010/11             | 2        | 0     | 0      | -             | -             | -             | -                  | -                  | -                  | 2        | 0     | 0      |
| Vélez Sarsfield Argentina   | 1ª                  | 2011/12             | 5        | 0     | 1      | 2             | 0             | 0             | 2                  | 0                  | 1                  | 9        | 0     | 2      |
| Vélez Sarsfield Argentina   | 1ª                  | 2012/13             | 5        | 0     | 0      | -             | -             | -             | -                  | -                  | -                  | 5        | 0     | 0      |
| Vélez Sarsfield Argentina   | Total               | Total               | 16       | 0     | 1      | 2             | 0             | 0             | 2                  | 0                  | 1                  | 20       | 0     | 2      |
| Colón Argentina             | 1ª                  | 2013/14             | 16       | 0     | 0      | -             | -             | -             | -                  | -                  | -                  | 16       | 0     | 0      |
| Colón Argentina             | 2ª                  | 2014                | 15       | 1     | 0      | 1             | 0             | 0             | -                  | -                  | -                  | 16       | 1     | 0      |
| Colón Argentina             | 1ª                  | 2015                | 14       | 0     | 2      | -             | -             | -             | -                  | -                  | -                  | 14       | 0     | 2      |
| Colón Argentina             | Total               | Total               | 45       | 1     | 2      | 1             | 0             | 0             | -                  | -                  | -                  | 46       | 1     | 2      |
| Atromitos · Grecia          | 1ª                  | 2015/16             | 26       | 0     | 1      | 8             | 1             | 0             | 4                  | 0                  | 0                  | 38       | 1     | 1      |
| Atromitos · Grecia          | 1ª                  | 2016/17             | 13       | 0     | 1      | 1             | 0             | 0             | -                  | -                  | -                  | 14       | 0     | 1      |
| Atromitos · Grecia          | Total               | Total               | 39       | 0     | 2      | 9             | 1             | 0             | 4                  | 0                  | 0                  | 52       | 1     | 2      |
| Córdoba CF · España         | 2ª                  | 2016/17             | 15       | 0     | 0      | -             | -             | -             | -                  | -                  | -                  | 15       | 0     | 0      |
| Córdoba CF · España         | Total               | Total               | 15       | 0     | 0      | -             | -             | -             | -                  | -                  | -                  | 15       | 0     | 0      |
| Albacete · España           | 2ª                  | 2017/18             | 17       | 0     | 1      | 1             | 0             | 0             | -                  | -                  | -                  | 18       | 0     | 1      |
| Albacete · España           | Total               | Total               | 17       | 0     | 1      | 1             | 0             | 0             | -                  | -                  | -                  | 18       | 0     | 1      |
| Newell's Old Boys Argentina | 1ª                  | 2018/19             | 18       | 0     | 1      | 2             | 1             | 1             | -                  | -                  | -                  | 20       | 1     | 2      |
| Newell's Old Boys Argentina | 1ª                  | 2019/20             | 22       | 0     | 7      | 0             | 0             | 0             | -                  | -                  | -                  | 22       | 0     | 7      |
| Newell's Old Boys Argentina | Total               | Total               | 40       | 0     | 8      | 2             | 1             | 1             | -                  | -                  | -                  | 42       | 1     | 9      |
| Total en su carrera         | Total en su carrera | Total en su carrera | 182      | 1     | 14     | 15            | 2             | 1             | 6                  | 0                  | 1                  | 202      | 3     | 16     |

## Palmarés
| Título           | Club            | País      | Año    |
| ---------------- | --------------- | --------- | ------ |
| Primera División | Vélez Sársfield | Argentina | C-2011 |
| Primera División | Vélez Sársfield | Argentina | I-2012 |

#### Otros logros
| Logro                      | Club  | País      | Año  |
| -------------------------- | ----- | --------- | ---- |
| Ascenso a Primera División | Colón | Argentina | 2014 |